# Doyen Sports Investment Group
Doyen Sports Investment Group Limited, in de media meestal kortweg Doyen Sports genoemd, is een internationale investeringsmaatschappij, die zich richt op de commercialisering en financiering van het professioneel topvoetbal uit de grootste Europese competities. Vele wanpraktijken van de holding kwamen vanaf september 2015 aan het licht door de stelselmatige publicatie van miljoenen vertrouwelijke documenten op de klokkenluiders-website Football Leaks van de Portugese hacker Rui Pinto en het Europese consortium voor onderzoeksjournalistiek (Engels: European Investigative Collaborations; EIC). 

## Geschiedenis
Doyen Sports Investment Group werd opgericht in 2011 door de Portugese zakenman Nelio Freire Lucas, die marketing had gestudeerd aan de Universiteit van Californië - Los Angeles (UCLA). De Doyen Sports Investment Group Limited werd opgericht met geld van de dan al bestaande Doyen Group, een holding van vader Tevfik Arif, zijn vier zonen en een neef. Deze Kazach-Turkse oligarchen maakten fortuin door na de val van het communisme en de Sovjet-Unie massaal te investeren in vastgoed en commodity's (grondstoffen), niet enkel in Rusland maar ook in Brazilië en het Midden-Oosten. Door gebruik te maken van een netwerk van offshorebedrijven in alle grote belastingparadijzen slaagde de holding er in een wereldwijd imperium uit te bouwen. In 2011 richtte de moederholding de sportgroep op die zich zou toeleggen op het investeren in alles wat met de financiering en commercialisering van de professionele voetbalwereld te maken heeft zoals merchandising, marketing, sponsoring en consulting. Haar corebusiness bestond vooral het verwerven van transferrechten van topvoetballers uit de grootse Europese competities.
Het bedrijf, dat in de media meestal Portugees werd genoemd, is officieel gevestigd in Londen, maar heeft ook een satellietbedrijf op Malta, waar de winsten naartoe gesluisd werden, vanwege het gunstige belastingklimaat en bankgeheim.

## Werkwijze
Doyen benaderde clubs, met de vraag of zij transfersommen konden voor financieren. Met de investering sloot Doyen met de clubs een overeenkomst af, waarin zij een 30% van de uitgaande transfersom van de betreffende speler zouden terugkrijgen voor hun investering. Aan iedere speler werd echter ook een minimum vergoeding gekoppeld, dat Doyen sowieso terug moest krijgen van de club, ook als de speler transfervrij of tegen verlies de club zou verlaten. Door deze constructie liep Doyen minimale risico's, terwijl de clubs wel onder druk stonden hun beste spelers op tijd lucratief te verkopen.
Doyen verlangde voor hun inleg een hogere geldsom terug. In het geval van FC Twente bedong Doyen ook inspraak in het transferbeleid van de betrokken spelers. Zo moest de club bepaalde transfer doorgang laten vinden, op straffe van het uitkopen van Doyen tegen een procentueel deel van het bedrag van het afgeslagen transferbod.
Doyen betaalde de clubs meestal uit met cashgeld. De betrokken spelers werd niet altijd op de hoogte gesteld van de bemoeienissen van Doyen bij hun transfer, wat tot scheve ogen en vreemde situaties leidde.
De werkwijze die Doyen hanteerde werd in 2014 verboden door de FIFA, volgens de regels van het "third party ownership".

## Bemoeienissen met profclubs
In 2012 was Doyen betrokken bij de transfer van Marcos Rojo van Spartak Moskou naar Sporting Lissabon. De groep verwierf 75% van de transferopbrengsten van de Argentijn en zou hem later zelf bij diverse Europese clubs hebben aangeboden. Uiteindelijk vertrok Rojo in 2014 naar Manchester United en werd Sporting verplicht ruim 12 van de 17 miljoen euro aan transfergelden aan Doyen te geven. Ook bij de transfer van Zakaria Labyad van naar de Portugese club was Doyen betrokken.
AFC Ajax stelde zaakwaarnemers van Doyen vergoedingen in vooruitzicht als zij jeugdspelers van Ajax onder zouden brengen bij andere clubs, voor hun contract afliep, om zo een transfervergoeding veilig te stellen.
In 2013 ging FC Twente via voorzitter Joop Munsterman een contract aan met Doyen. Doyen leende de club 5 miljoen, waarmee zij de transfermarkt op gingen. Doyen werd vervolgens mede-eigenaar van de spelers. In 2014 verkocht de club nog een deel van de spelers aan het inversteringsfonds. Een deel van de overeenkomsten werden verborgen gehouden voor onder andere de KNVB. In het seizoen 2014-2015 en 2015-2016 kreeg de club enkele malen puntenaftrek en boetes voor financieel wanbeheer. In november 2015 lekten via de website Football Leaks contracten uit tussen Doyen en FC Twente, die afweken van de contracten die de club de KNVB ter inzage had gegeven. Uit de stukken bleek dat Doyen indirect invloed kon uitoefenen op het transferbeleid van de club. In december maakte de KNVB bekend FC Twente voor drie jaar uit te sluiten van Europees clubvoetbal. In april 2016 maakten Doyen en FC Twente bekend de samenwerking te hebben beëindigd. In de zomer van 2016 werd de licentie van FC Twente ingetrokken, waarna de club via een doorstart weer mocht starten in de eerste divisie. Dit zou hoogste waarschijnlijk het faillissement van de club betekenen. Na beroep bleef de club echter toch behouden voor de eredivisie.
In de zomer van 2015 maakte RFC Seraing, dat uitkwam in de tweede klasse, een samenwerking aan te gaan met Doyen. De samenwerking leek in veel opzichten op die met FC Twente was aangegaan en Seraing kreeg van de FIFA een reprimande, een boete van 136 duizend euro en een transferverbod voor vier transferperiodes. In januari 2016 werd het transferverbod door het Arrondissement Luik ongedaan gemaakt.